# A Groovy Kind of Love
«A Groovy Kind of Love» es una canción de la banda británica The Mindbenders que fue lanzada como sencillo en el año 1965 e incluida en el disco del mismo nombre, que fue su debut en las pistas musicales.
Esta banda, oriunda de Mánchester, quedó en a historia del Pop de su país por ser un combo de música y músicos interesantes[cita requerida]. Es que entre sus filas se encontraban, el fundador y líder, Eric Stewart y el aclamado compositor Graham Gouldman, que años después formarían la aclamada banda 10 cc, con la cual darían rienda suelta a sus ideas más experimentales.
La canción, con la cual la banda llegó al éxito absoluto, tuvo su origen en Norteamérica, en Nueva York, donde las jóvenes compositoras Toni Wine y Carol Bayer, que trabajaban para la compañía discográfica Screen Gems, escribieron esta canción en el año 1965 para que la interpretaran el dúo Diane & Annita.
Inspirados en la Sonatina en G mayor del compositor italiano Muzio Clementi, la joven Wine (que en ese entonces solo tenía 17 años) empezó a improvisar desde el piano una letra con las frases "Groovy kinda, groovy kinda" y en tan solo 20 minutos ya tenía lista la canción para que sea grabada. Los arreglos musicales corrieron por cuenta de Bayer, que tenía 22 años y que tenía un amplio conocimiento de la escena del Pop local y la fórmula para crear un éxito de radio. En realidad, una corriente de opinión [¿cuál?]establece que no es una inspiración en Muzio Clementi sino directamente un plagio que debe ser claramente informado[cita requerida]. Esto debería ser aclarado por autores e intérpretes.
«Estábamos hablando del excesivo abuso de la palabra “Groovy” en varias canciones que sonaban en las radios por esos días. Ya había sido usada por Paul Simon y Art Garfunkel en “Feelin' groovy”, y basados en esa idea queríamos escribir una canción con esa palabra. En tan sólo 20 minutos ya teníamos escrita la canción. Fue increíble. Sólo a voz y piano, y el resultado fue una canción simple pero a la vez increíble» mencionaría Toni Wine en una entrevista con un medio estadounidense.
Una vez que la canción salió al mercado en voz de Diane & Annita, fue el productor Jack McGraw, quien trabajaba en la sucursal que tenía Screen Gems en Londres, quien quedó muy a gusto con la melodía y decidió pedir los permisos para que esta sea interpretada por The Mindbenders, quienes por esos días querían relanzar su carrera musical tras la polémica salida de su vocalista Wayne Fontana, quien por motivos comerciales quería probar suerte como solista tras el rotundo éxito del sencillo "Game of Love".
En esos días, los miembros de la banda estaban bastante enojados con Wayne Fontana, quien dejó a los Mindbenders con las manos vacías tras llegar a los primeros lugares de las listas. Uno de los más enojados era Stewart, quien previo a la grabación de esta canción había declarado en la prensa que su ex-vocalista siempre estaba amenazando con dejar la banda y dio un "datito" importante: "Hasta que un día en camarines previo a un show, se le perdió un pandero e hizo un berrinche de tremendas proporciones y en esos momentos fue el baterista, Ric Rothwell, quien lo encaró y le dijo de manera violenta que estaba harto de su egolatría".
Así fue como a mediados del año 1965, Los Mindbenders, volvieron a la escena musical con la versión de "A Groovy Kind of Love", que de inmediato fue un éxito en sus tierras (n.º 2) y en los Estados Unidos (n.º 2).
De hecho, en Estados Unidos estaba previsto lanzar una nueva versión de la canción en las voces de Patti LaBelle & Bluebelles, pero debido al éxito que habían logrado los Mindbenders con la "rola" tuvieron que esperar casi un año para publicar su sencillo.

## Listas de popularidad
| País        | Máxima posición |
| ----------- | --------------- |
| Irlanda     | 9               |
| Reino Unido | 2               |
| EE. UU.     | 2               |

## Versión de Phil Collins
La versión más exitosa de "A Groovy Kind of Love" la hizo el británico Phil Collins en 1988. En agosto de ese año, lanzó al mercado su romántica versión de la canción para la banda sonora de la película Buster, donde el  baterista y compositor tenía uno de los papeles protagónicos. Esta versión llegó a los primeros lugares de las listas por todo el mundo y dio nuevamente el paso para que las antiguas versiones retomaran fuerza y las nuevas generaciones las conocieran.

## Listas de popularidad
| Lista (1988)                              | Posición más alta |
| ----------------------------------------- | ----------------- |
| Australian ARIA Singles Chart             | 2                 |
| Austria, Singles Chart                    | 6                 |
| Canadá, Singles Chart                     | 1                 |
| Dutch Top 40                              | 1                 |
| Finlandia (Suomen virallinen lista)       | 4                 |
| French Singles Chart                      | 15                |
| German Singles Chart                      | 3                 |
| Irish Singles Chart                       | 1                 |
| Italia, Singles Chart                     | 1                 |
| Noruega, Singles Chart                    | 2                 |
| Swedish Singles Chart                     | 5                 |
| Swiss Singles Chart                       | 1                 |
| UK Singles Chart                          | 1                 |
| U.S. Billboard Hot 100                    | 1                 |
| U.S. Billboard Adult Contemporary Singles | 1                 |